# William Thoresson
William Thoresson, född 31 maj 1932, är en svensk före detta gymnast. Han vann ett OS-guld och ett OS-silver, båda medaljerna i fristående.

## Biografi

### Idrottskarriär
Thoresson deltog vid Olympiska sommarspelen 1952 i Helsingfors och erövrade då guldmedaljen i fristående i gymnastik. Han vann grenen med 9,8 poäng av 10 möjliga.
Vid de påföljande spelen 1956 delade han silvermedaljen med Nobuyuki Aihara, Japan, och Viktor Tjukarin, Sovjetunionen.
Vid världsmästerskapen 1954 blev han åter tvåa och silvermedaljör.
William Thoresson invaldes 2001 i International Gymnastics Hall of Fame.

### Övrigt
Vid tiden för det olympiska deltagandet 1952 arbetade Thoresson som apoteksbiträde. Senare utbildade han sig till gymnastiklärare.